# 스트레시네보역
스트레시네보역(러시아어: Стрешнево)은 모스크바 지하철 모스크바 중앙 순환선의 역이다. 이 역은 모스크바의 소콜과 슈키노 구역의 경계에 위치하지만, 역명은 인접한 포크롭스코예 스트레시네보 구역에서 유래하였다. 원래 이름은 "볼로칼람스카야"로 정해졌지만, 시 당국은 영업 시작 전에 이름을 변경하기로 동의했다.

## 구조
이 역은 2면 3선의 혼합식 승강장으로 곡선의 형태인 관계로 승강장과 열차 사이에는 단차가 있다.

## 사고
2016년 시험운행 중 열차 한 대가 승강장에 긁혀 넘어지는 사고가 발생하였다. ED4 열차가 이 노선에서 운행되지는 않지만, 향후 열차 운행에 문제가 되지 않는 점을 고려하여 수정하였다.